# Língua bohurá
A língua bohurá ou mura é uma língua extinta da família linguística mura, falada pelos índios muras do Brasil.

## Vocabulário
Vocabulário português-mura (Hanke 1950):
Pronúncia
- jh = espanhol rj [r̥]
- sh = português g [ʒ]
- ch = espanhol ch [tʃ]
- h = aspiração [ʰ]
- nh = português nh [ɲ]

| Português               | Mura                  |
| ----------------------- | --------------------- |
| mãe                     | diaba                 |
| pai                     | abái                  |
| avó                     | chabakai              |
| irmão                   | ari                   |
| sobrinho                | hairí                 |
| neto                    | huissí                |
| filho                   | huihí                 |
| homem                   | kaií, kai-í           |
| mulher                  | karí                  |
| menino                  | kariú                 |
| muita gente             | aibás kaí             |
| branco, civilisado      | auí                   |
| personagem, pessoa alta | kariú                 |
| rapaz                   | kurumiassú            |
| criança                 | uwaihy                |
| dono, proprietário      | uabá                  |
| gente                   | kaí                   |
| senhora importante      | aurí                  |
| índio Parintintin       | tupihí                |
| cabeça                  | apai                  |
| cabelo                  | apaité                |
| testa                   | itiê                  |
| sobrancelhas            | itiá                  |
| face                    | isa-á                 |
| olho                    | kosé                  |
| cílios                  | ku-iú                 |
| orelha                  | apuí                  |
| vista                   | awúi                  |
| ouvido                  | a-ú-i                 |
| nariz                   | taú-i                 |
| aberturas do nariz      | itau-ui               |
| boca                    | kauí                  |
| lábios                  | aituú                 |
| paladar                 | isaá                  |
| gengiva                 | apijó                 |
| dente                   | aitúi                 |
| língua                  | ipúi                  |
| queixo                  | isái                  |
| bochechas               | kuí, ku-í             |
| nuca                    | kabúi                 |
| pescoço                 | boúi, bo-úi           |
| fígado                  | ibijuí                |
| estômago                | bihuitís              |
| entranhas               | birú-itu              |
| espádua                 | duapá                 |
| peito                   | iju-ú-i               |
| ventre, tripa           | ku-u-í                |
| seios da mulher         | burí                  |
| barba do homem          | isaitai               |
| espinhaço               | iraí                  |
| ombro                   | kabu-úi               |
| sovaco                  | aboukúi               |
| braço                   | apijê                 |
| cotovelo                | pêsi                  |
| mão                     | uí                    |
| dedo                    | upapai                |
| unha                    | upu-í                 |
| perna                   | ipu-u-í               |
| joelho                  | jaús                  |
| pé                      | apái                  |
| calcanhar               | apaissú               |
| planta do pé            | ápai                  |
| coxa                    | tjá-ái                |
| carne                   | ísirihuí              |
| osso                    | ái                    |
| sangue                  | bê                    |
| umbigo                  | cheahui               |
| rins                    | iraá                  |
| miolo                   | pabahui               |
| veia                    | bihúi                 |
| doença                  | babís                 |
| remédio                 | sahui                 |
| fome                    | ijaissí               |
| feridal                 | sirahí                |
| cocheira                | tahúis                |
| sarna                   | bábissí               |
| amarelão                | kubiarabíssi          |
| parto                   | apauhúi               |
| veneno                  | kaimara               |
| saúde                   | boassí                |
| leite de mulher         | eburi                 |
| tosse                   | buharissi             |
| maloca, barraca, casa   | kái, káai             |
| a minha casa            | nhanikai              |
| casa grande             | káauri                |
| casa pequena            | kuihi                 |
| rede                    | pési                  |
| esteira                 | pájhuis               |
| cesto                   | ikauí                 |
| cestinho                | kajhinhê              |
| panela                  | wuahai                |
| cuia                    | átai, aetê            |
| comida                  | isiboai               |
| cachaça                 | petís                 |
| pilão                   | ijuhúi                |
| chapéu                  | sapijuá               |
| pente                   | issúi                 |
| vestido, roupa          | básai                 |
| sapato                  | apássu                |
| boneca                  | karihí                |
| roça                    | úrai                  |
| machado                 | taisy’, taisí         |
| terçado                 | trasara               |
| enxada                  | turuhy                |
| faca                    | punha                 |
| tesoura                 | ta-aitis              |
| agulha                  | pihijussá             |
| espingarda              | woamhói               |
| garrafa                 | bura                  |
| vidro                   | burahá                |
| lamparina               | lapariha              |
| canoa                   | arauái                |
| remo                    | pipi                  |
| anzol                   | barihí                |
| linha                   | ijá, ijái             |
| arco                    | húi                   |
| flecha                  | káhai, ípai, jatorran |
| flauta                  | ijuí, iju-í           |
| anel                    | upaihí                |
| papel                   | kapira                |
| dinheiro                | djiro                 |
| retrato, foto           | inejupíhi             |
| ano                     | piaihúissi            |
| hora                    | huidía                |
| canto                   | ápai                  |
| idioma mura             | iaihí                 |
| agua                    | pê                    |
| chuva                   | pê                    |
| fogo                    | uái, wúai             |
| fumaça                  | wúai                  |
| cinza                   | wuatí                 |
| braza                   | wotibais              |
| carvão                  | uati                  |
| calor                   | itaíitaísi, ita-ísi   |
| frio                    | arí                   |
| terra                   | birí                  |
| mato                    | uí                    |
| campo                   | iái                   |
| pasto                   | bijukáu               |
| chavascal               | britisa               |
| buraco                  | ouwií ~ ouwi-í        |
| eclipse da lua          | kupaunrissi           |
| estrela                 | kâ-nhê                |
| dia                     | huahyje               |
| noite                   | áhui                  |
| oriente                 | huisiu-paissí         |
| rio Madeira             | kasuari               |
| rio Manicoré            | manicorê              |
| areia, poeira           | aruús, aru-ús         |
| sal                     | juriri                |
| pedra                   | apúi                  |
| vento                   | eujhy’                |
| vento sul               | itairossi             |
| trovão                  | piãs                  |
| deus                    | awaê, awa-ê           |
| ceu                     | biri                  |
| espirito, alma          | ejupyhi               |
| sombra                  | ejupyhi               |
| sol                     | huisí, u-isí          |
| lua                     | ka-ãnhê               |
| lua nova                | ka-í                  |
| poente                  | ti-issí               |
| tempo bom               | uibaissi              |
| tempo ruim              | pêbuissi              |
| poço                    | abuhúi                |
| onça                    | bohu-ija              |
| raposa                  | dahauri               |
| cachorro                | dahauri               |
| cachorrinho             | dahaurihí             |
| vaca                    | kwatjúri              |
| porco do mato           | bái                   |
| queixada                | bahúis                |
| banha                   | sahá                  |
| anta                    | tabatí                |
| couro                   | uuí, u-u-í            |
| chifre                  | apái                  |
| macaco barrigudo        | kapuru                |
| macaco prego            | dáhiai                |
| macaco preto            | kwoata                |
| macaco zogue-zogue      | kaimahá               |
| macaco da noite         | ku-i-í                |
| coati                   | á-ari                 |
| rabo                    | datúi                 |
| cutia                   | aití                  |
| paca                    | kaihi                 |
| rato                    | tabatí                |
| tamanduá                | iduhíu                |
| morcego                 | huahui                |
| tatu                    | ka-aihí               |
| veado                   | baitú                 |
| arara                   | kaá- ka-á             |
| papagaio                | kfi-a-i, kaa-i        |
| periquito               | ka-á-ihi, kaá-ihi     |
| tucano                  | abari                 |
| urubú                   | upúi                  |
| gavião                  | tuissi, toissi        |
| pato                    | upássi                |
| galinha                 | pá-áhi                |
| pinto                   | pa-áhi                |
| ovo                     | itúi                  |
| jacu                    | kabobri               |
| pássaro                 | motú-napuhúi          |
| bico                    | isaitai, saitai       |
| asa                     | ipóa                  |
| pena                    | itái                  |
| ninho de pássaro        | êhuái                 |
| cobra                   | chírai                |
| cobra grande, sucuri    | ku-ija                |
| jaboti                  | kasiuri, kasi-uri     |
| tartaruga               | ufú                   |
| jacaré                  | kuahá                 |
| sapo                    | pohui                 |
| peixe                   | jaraki taui, kauerê   |
| pirarucu                | bijhygu               |
| aranha                  | ouwyz                 |
| centopeia               | pi-yjú                |
| borboleta               | wuaupurê              |
| mariposa                | wapurê                |
| mutuca                  | pajá                  |
| mosca                   | tijahú                |
| mosquito                | ipaihú                |
| formiga                 | ibuki, ibejhy’        |
| carrapato               | tiribrahái            |
| carrapatinho            | mukúi                 |
| piolho                  | tihyhí                |
| pulga                   | túi                   |
| bicho de pé             | túi                   |
| abelha                  | abrí                  |
| mel                     | ahái                  |
| milho                   | chihúi                |
| espiga de milho         | chiwuahy              |
| tabaco                  | itíhi                 |
| taquara                 | kahaibui              |
| palmeira                | ó-ossi                |
| tucumã                  | u-ússi                |
| pupunha                 | áhuhy                 |
| banana                  | porái                 |
| mamão                   | ahauri                |
| castanha                | chihy’                |
| ouriço                  | aúi, a-ú-hi           |
| algodão                 | ipíssi                |
| mandioca                | isubais               |
| batata                  | barahi                |
| lenha                   | wuái                  |
| pau                     | í                     |
| palha                   | aitai                 |
| folha                   | itai                  |
| flor                    | ijubá, ijubái         |
| farinha                 | árais                 |
| eu                      | aúri                  |
| você                    | kari                  |
| nós todos               | auí, aúri             |
| vocês todos             | kari, aúri            |
| meu                     | séuai, sé-uai         |
| um, uma                 | huihí                 |
| dois, duas              | húihi                 |
| muito                   | aibás                 |
| pouco                   | uihí                  |
| nada                    | kâba                  |
| bom                     | baisí                 |
| ruim                    | babihí                |
| doente                  | babís                 |
| mentiroso               | tjuabáis              |
| bebedo                  | pitaí                 |
| bonito                  | baasí, ba-así         |
| feio                    | babihí                |
| grande                  | itokúi                |
| alto                    | kupi-ís               |
| baixo                   | kutjúhi               |
| comprido                | peissí, pe-issí       |
| curto                   | tjúhihi               |
| forte                   | biraissí              |
| fraco                   | aurís                 |
| gordo                   | paiubís               |
| bravo                   | aupís                 |
| triste                  | uaubíssi              |
| travesso                | uaihy                 |
| preguiçoso              | pohúribes             |
| cego                    | upahái                |
| surdo                   | auabís                |
| escuro                  | ahú                   |
| maduro                  | mi-ís                 |
| doce                    | koabábus              |
| molhado                 | ihúis                 |
| salgado                 | huís                  |
| podre                   | iúri, i-úri           |
| preto                   | miupái                |
| encarnado               | bi-íssi               |
| verde                   | awys                  |
| azul                    | aitukihí              |
| velho                   | tojuá                 |
| cansado                 | irahuái               |
| cheio                   | kuurí, ku-urí         |
| grávida                 | tihuíssi, tihu-issi   |
| hostil, contrário       | ichóabús, ichó-abús   |
| longe                   | kái                   |
| perto                   | irijhê                |
| de volta                | nassúa-úa             |
| hoje                    | laihúis               |
| ontem                   | bohuí                 |
| amanhã                  | awãhyê                |
| pronto                  | pijúi                 |
| ligeiro                 | aibris                |
| de vagar                | baihú                 |
| sim                     | séua, sé-ua           |
| não                     | soría                 |
| ainda não               | sechyhuáira           |
| caminhar                | abí                   |
| remar                   | pibabri, pébabri      |
| pular                   | sobábris              |
| correr                  | chinabí               |
| trepar                  | úpissi                |
| roçar, fazer roça       | kubáis                |
| rasgar                  | upu-ú                 |
| flechar                 | ibabúri               |
| caçar, pescar           | esohuábi              |
| morrer                  | kwoabís               |
| picar                   | tawapúis              |
| chupar                  | biikúi, bi-ikúi       |
| beber                   | pita-issa             |
| cozinhar                | isiboái               |
| apagar                  | wuaupábri             |
| cortar (o cabelo)       | pataibúis             |
| ferver                  | oró-ois               |
| frigir                  | sajhy’                |
| respirar                | idafarís              |
| urinar                  | kúrabis               |
| soprar                  | pirabússi             |
| silvar                  | au-úi                 |
| xingar                  | aihiáis               |
| surrar                  | baitú-is              |
| chorar                  | sys                   |
| fumar                   | iháu-uabúri           |
| rir-se                  | aríssi                |
| descansar               | irohuabaússe          |
| sujar                   | djí                   |
| lavar roupa             | básaikáuis            |
| secar, enxugar          | arábuis               |
| costurar                | pêhyusái              |
| ler                     | pira-áhis             |
| ensinar                 | kaháí                 |
| compreender             | aihuissai             |
| esquecer                | uwahyabis             |
| comprar                 | abúis                 |
| roubar                  | bairabi               |
| casar com mulher        | kariuabús             |
| soltar                  | ijabís                |
| levar no braço          | apiái, api-ái         |
| socar                   | socariáissi           |
| ladrar                  | aihyaisí              |
| chove, está chovendo    | pé                    |
| nadar                   | abi, pikássi          |
| afogar-se               | pébissi               |
| dançar                  | abí                   |
| fugir                   | bárabí, bárabi        |
| cair                    | chiáissi              |
| quebrar                 | pabús, apajauí        |
| levar                   | i-irabis, iírabis     |
| atirar com espingarda   | kapabúi               |
| matar                   | kwoabái               |
| enterrar                | birijêhais            |
| morder                  | kabahúis              |
| mamar                   | grúids                |
| comer                   | shemaú, shema-ú       |
| ascender o fogo         | wapêruá               |
| cortar (a carne)        | boitabúri             |
| assar                   | diutía                |
| tossir                  | buharíssi             |
| vomitar                 | kauábis               |
| defecar                 | tírabis               |
| curar                   | ijukúe                |
| gritar                  | aihia-iú              |
| brigar                  | sabís                 |
| apanhar                 | ibaitús               |
| falar                   | aihé                  |
| brincar                 | a-úi                  |
| acordar                 | kwuáibissi            |
| dormir                  | aitáhus               |
| limpar, varrer          | byukáu                |
| tomar banho             | piabyssi              |
| enfeitar-se, asseiar-se | pitá                  |
| escrever                | kápirakarkaus         |
| tocar flauta            | yabís                 |
| aprender                | baitús                |
| dizer                   | aihy-áha              |
| despedir-se             | baáu, ba-áu           |
| vender                  | barabúis              |
| roubar mulher           | karibriábi            |
| amarrar                 | nairahúi              |
| embalar                 | pissikarissi          |
| arrumar                 | arumararússa          |
| voar                    | abissi                |
| amanhecer               | huauryhé              |
| doe, está doendo        | itís                  |
| chega                   | oabís                 |
| não tem mais, acabou    | kába                  |
| teme, ele tem medo      | baijê                 |
| ele foi embora          | abissi                |
| já vou                  | abí                   |
| eu não venho            | abí abissá            |
| eu sei                  | kusá                  |
| como vai?               | báissi?               |
| vae embora!             | aba-ái                |
| vem cá!                 | abí!                  |
| espiar                  | kubabí                |
| falta um bocado         | abouá                 |
| faz muito tempo         | su-úai                |
| fede, está fedendo      | iurissi, i-uríssi     |
| ele tem vergonha        | baijê                 |
| eu vou embora           | ábi, abí              |
| eu vou ficar            | aba-ái                |
| gosto de você           | kairissúra            |
| você não sabe           | kusa-íba              |
| leva!                   | irabí!                |
| fica quieto!            | aba-ái                |
| vamos!                  | ábi!                  |
| trabalhar               | uraikái               |

## Bibliografía
- Curt Nimuendaju (1948): "The Mura", en Handbook of South American Indians, Volume 3:The Tropical Forest Tribes, ed. Julian H. Steward, pp. 255-265.